# Minka
Minka (Seul, 7 settembre 1970) è un'attrice pornografica e modella sudcoreana.

## Biografia
Nata a Seul, Corea del Sud, emigrò negli Stati Uniti nel 1993 per iniziare una carriera di allenatrice di tennis, ma il suo inglese non era sufficiente per riuscire ad ottenere il certificato per insegnare.
Nello stesso anno iniziò a lavorare come ballerina, e nel 1994 si esibì nel suo primo film per adulti, Duke Of Knockers 2. In questo periodo viaggiò in Inghilterra e posò per delle foto per la rivista statunitense per soli adulti Score, specializzata nelle attrici dal seno abbondante. Conosciuta come una delle poche modelle asiatiche con misure extra-large, Minka ha avuto molto successo in questo settore. Lei non è solo attrice, ma è anche produttrice di decine di film per adulti, disponibili principalmente sul suo sito web.
Minka ha il seno fatto di polipropilene, usato anche da altre pornostar come per esempio Chelsea Charms e Maxi Mounds, per riuscire ad ottenere queste eccezionali dimensioni. Ha il reggiseno con la coppa di dimensioni 54KKK. Lei sostiene che i suoi seni pesino 6,25 kg ciascuno.
Minka è stata spesso indicata come "la numero uno delle regine maggiorate asiatiche" da Adam Carolla su Loveline dove apparì come ospite nel dicembre del 2000.

## Riconoscimenti
- AVN Award for "Best Big Bust Video of the Year" (1998)
- Hustler Busty Beauties "Centerfold of the Year"
- Exotic Dancer Magazine "Best Big Bust Entertainer of the Year" (2000)
- Score Model of the Year 2005 (2006)
- Erotica Hall of Fame (2007)

## Filmografia
- Behind In The Rent (1995)
- Big Top - Danni and Minka (1995)
- Big Toy (1995)
- Butt Buster (1995)
- Butt Buster 2 (1995)
- Clean Sex (1995)
- Cooking With Minka (1995)
- Cum Play With Me 1 (1995)
- Dancing Makes Me Horny (1995)
- Duke Of Knockers 2 (1995)
- Girls Around The World 25 (1995)
- In My Mouth (1995)
- Mazola Roller (1995)
- Minka And Charles (1995)
- Minka And Charles 2 (1995)
- Minka And Kumberly Kupps (1995)
- Minka And Valeria (1995)
- Minka On Tour In San Francisco (1995)
- Playing Footsie (1995)
- Teacher Minka (1995)
- Virgin (1995)
- Bangkok Boobarella (1996)
- Big Boob Bang (1996)
- Bitchy Babe Showdowns: Minka vs. Leanna (1996)
- Busty Bangkok Bangers (1996)
- Dim Sum - Eating Chinese (1996)
- Feels So Good (1996)
- Kiss My Feet (1996)
- Lesbian Nights (1996)
- Magnificence Of Minka (1996)
- Me So Horney 2 (1996)
- Mellon Man 8 (1996)
- Mikki Monroe (1996)
- Minka Makes Randi (1996)
- Minka's Kitchen Party (1996)
- Minki Business (1996)
- Orient Sexpress (1996)
- Photo Shoot (1996)
- Spank Me Fuck Me (1996)
- Twin Peaks Of Mount Fuji (1996)
- Boobcage 1 (1997)
- Cum Play With Me 2 (1997)
- Dirty Bob's Xcellent Adventures 29 (1997)
- Dirty Bob's Xcellent Adventures 30 (1997)
- Dirty Bob's Xcellent Adventures 37 (1997)
- Double Butt Plugs (1997)
- Emergency Ward DD (1997)
- French Artist (1997)
- G Spot (1997)
- Introducing Minka (1997)
- Mega Babes Of Napali Video (1997)
- Minka And Mikki (1997)
- Minka In Hawaii (1997)
- Minka's Submission (1997)
- Playing With Pandora (1997)
- Ramrods (1997)
- Show And Tell (1997)
- Smokin' Pokin (1997)
- Three is Not A Crowd (1997)
- Titanic Tit Tango (1997)
- Toe Tales 44 (1997)
- Toe Tales 45 (1997)
- Tool Pushers (1997)
- World Wide Whoppers (1997)
- Asian Doubles (1998)
- Boob Cruise 1998 (1998)
- Boob Cruise 1998 After Hours (1998)
- Boobcage 2 (1998)
- Boobcage 3 (1998)
- CJ's Big Boob Fantasy (1998)
- Cum Play With Me 3 (1998)
- East Meets West (1998)
- Hot Bodies (1998)
- Lesbians In Heat (1998)
- Maxed Out 8 (1998)
- Minka's Interview (1998)
- Naked Party 1 (1998)
- Nipple Knockers (1998)
- R.J's Big Boob Fantasy (1998)
- Red Irish Fire (1998)
- Rosy Cheeks (1998)
- Scott Scores Big (1998)
- Starr Quality (1998)
- Topless Cooking With Lisa Lipps (1998)
- Wrath of the Goddess (1998)
- Danni's Big Tit Conquest (1999)
- Lusty Busty Dolls 1 (1999)
- Masters Of Dominance 3 (1999)
- Soapenspunk (1999)
- Toe Tales 48: The Finest Hour 7 (1999)
- Boob Cruise 2000 (2000)
- Big Guns (2001)
- Bosom Buddies 3 (2001)
- Big Tit Bondage 6 (2002)
- Boobsville P.D. (2002)
- Busty Beauties 1 (2002)
- Fluffy Cumsalot, Porn Star (2002)
- Girl's Affair 66 (2002)
- Lusty Busty Dolls 7 (2002)
- Back To The 50s Burlesque (2003)
- Ben Dover Does The Boob Cruise (2003)
- Best of Bosom Buddies 1 (2003)
- Boobs Ahoy (2003)
- Happy Ending (2003)
- Mega-Boob Olympics (2003)
- Monumental Mams (2003)
- Xtra 5 (2003)
- Xtra 9 (2003)
- Boob Cruise Babes 1 (2004)
- Boob Cruise Babes 4 (2004)
- Busted 1 (2004)
- Busty Dildo Lovers 4 (2004)
- Fetish World 4 (2004)
- Milking Of Minka (2004)
- Battle of the Big Ones (2005)
- Boob Cruise Paradise (2005)
- Monster Tits (2005)
- Xtra 12 (2005)
- Best of Napalis Big Bust Babes (2006)
- Breast Sex (2006)
- Busted 2 (2006)
- Busty Dream Girls (2006)
- Busty Mature Vixens 3 (2006)
- Big Tit Working Gals: 40 Plus (2007)
- Big Tits Curvy Asses 3 (2007)
- Busty Conquests Of Angelique (2007)
- Moms a Cheater 1 (2007)
- Star 69: DD (2007)
- Tit Attack (2008)
- Big Tit A-List (2009)
- Boobtown Extreme XXX (2009)
- Mommy Knows Best 5 (2010)
- Big Tit A-List 2 (2011)
- Tit-Ans (2011)